# Caroline Graham Hansen
Caroline Graham Hansen (* 18. Februar 1995 in Oslo) ist eine norwegische Fußballspielerin. Die Stürmerin ist seit dem Jahr 2011 Spielerin der A-Nationalmannschaft, für die sie in über 100 Einsätzen bisher mehr als 50 Tore erzielte. Nach fünf Jahren beim VfL Wolfsburg, mit dem sie dreimal deutscher Meister wurde, wechselte Hansen 2019 in die spanische Liga zum FC Barcelona. Mit den Katalaninnen gewann sie 2021, 2023 und 2024 die Champions League.

## Karriere

### Vereine
Sie spielte bis zum Alter von 15 Jahren für Lyn Oslo und half dem Team beim Gewinn des Norway Cup für unter 16-jährige Mädchen. Im August 2010 wechselte sie zum Stabæk FK, wo sie ihr Debüt in der Toppserien am 29. August 2010 im Alter von 15 Jahren und 192 Tagen gab. Mit Stabæk gewann sie gleich im ersten Jahr den Meistertitel. Ihr erstes Tor in der ersten norwegischen Liga erzielte sie am 30. Oktober 2010 bei einem 3:0-Sieg gegen den Trondheims-Ørn SK, als sie in der 33. Spielminute zum 2:0 traf.
Im November 2011 gewann sie mit ihrem Team Stabæk FK das norwegische Frauen-Pokalfinalspiel gegen Røa nach Verlängerung im Elfmeterschießen. Ein Jahr später wiederholten sie den Pokalsieg mit einem klaren 4:0 im Finale gegen Røa, wobei ihr das Tor zum 4:0 gelang.

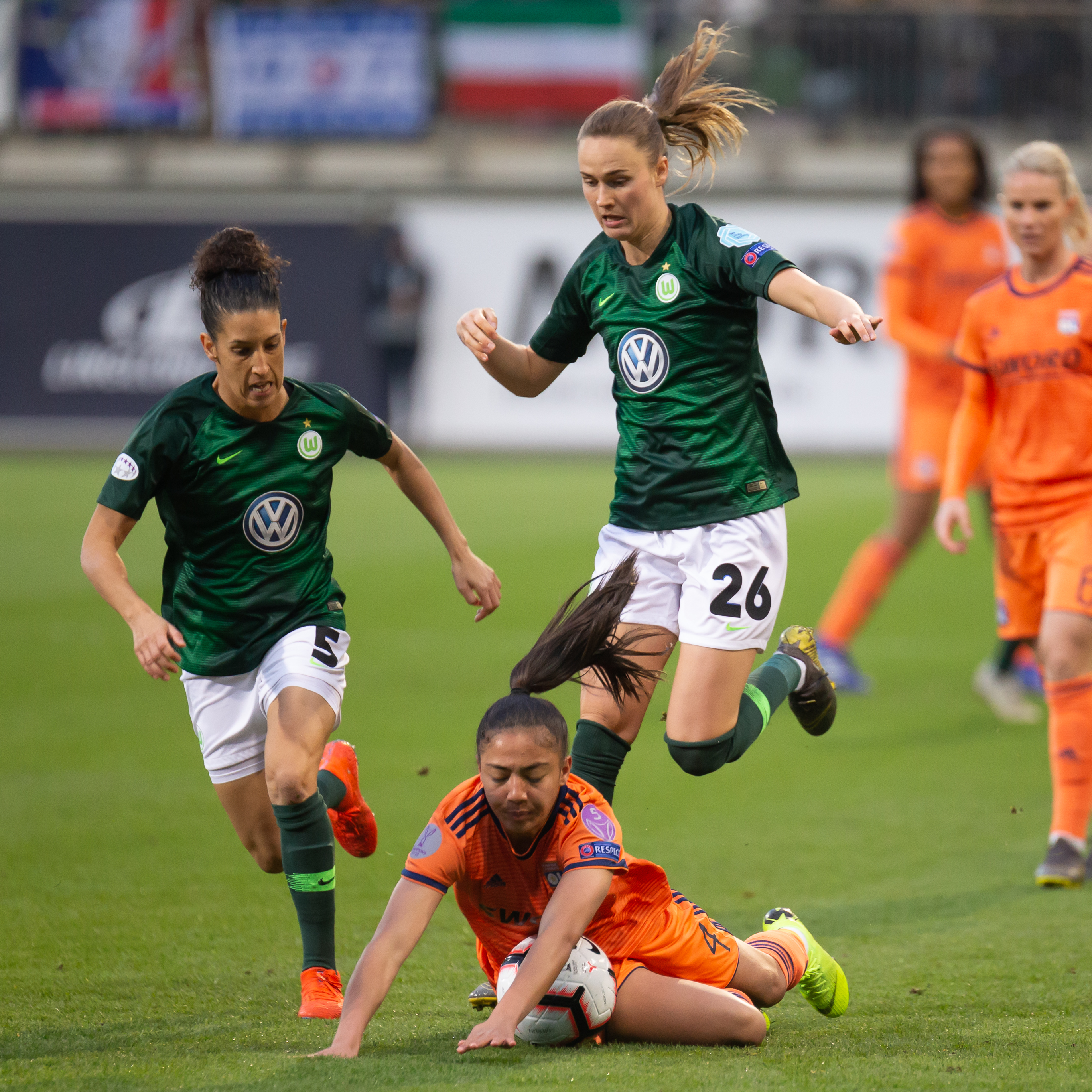
Hansen im Champions-League-Viertelfinale gegen Lyon (März 2019)

Im August 2013 wechselte sie zum schwedischen Topverein Tyresö FF, wo sie ab dem 1. September 2013 mit der Rückennummer 77 spielte und die Vizemeisterschaft errang. In der UEFA Women’s Champions League 2013/14 kam sie im Sechzehntel- und Achtelfinale zu vier Einsätzen. Bereits im Januar 2014 kehrte sie kurzzeitig nach Stabæk zurück, bevor sie einen ab Juli 2014 geltenden Zweijahresvertrag beim VfL Wolfsburg unterschrieb. Mit Wolfsburg gelang es ihr fünfmal nacheinander den DFB-Pokal zu gewinnen sowie 2016/2017, 2017/2018 und 2018/2019 die Meisterschaft und damit dreimal das Double.
Mit Wolfsburg erreichte sie 2015/16 und 2017/18 das Finale der UEFA Women’s Champions League. 2014/15 war im Halbfinale und 2016/17 sowie 2018/19 war jeweils im Viertelfinale Schluss. Dabei verloren sie immer gegen einen französischen Vertreter, entweder Paris Saint-Germain (2015) oder Olympique Lyon (2016, 2017, 2018 und 2019). Insgesamt brachte es Hansen mit drei Vereinen auf bisher 37 Spiele und zehn Tore in der Champions League.
Zur Saison 2019/20 wechselte Hansen ablösefrei zum FC Barcelona. Mit Barcelona gewann sie die spanische Meisterschaft (nach Saisonabbruch aufgrund der COVID-19-Pandemie) und erreichte in der UEFA Women’s Champions League 2019/20 das Halbfinale, wo sie gegen ihre vorherige Mannschaft mit 0:1 unterlagen. In der Saison 2020/21 gewann sie mit den Katalanen die Champions League durch einen 4:0-Erfolg gegen den FC Chelsea. 2021/22 erreichten sie erneut das Finale, verloren dieses aber mi 1:3 gegen Rekordsieger Olympique Lyon. 2022/23 konnte dagegen erneut der Titel gewonnen werden. Dabei erzielte Hansen im Halbfinale den 1:0-Siegtreffer im Hinspiel gegen die Chelsea FC Women. Der Treffer reichte zum Finaleinzug, da das Rückspiel 1:1 endete.

### Nationalmannschaft
Hansen durchlief alle norwegischen Juniorinnenmannschaften und nahm mit diesen an diversen Qualifikationen für die U17- und U-19-Europameisterschaften teil. Im Jahr 2011 wurde sie für das norwegische U19-Team ausgewählt und erreichte das Finale der U19-Europameisterschaft, verlor dieses jedoch mit 1:8 gegen Deutschland und wurde Vizeeuropameisterin. Am 26. Oktober 2011 debütierte sie bei einem Spiel gegen Belgien in der A-Nationalmannschaft. Ihr erstes A-Länderspieltor erzielte Hansen im Juni 2012 beim 11:0-Sieg gegen Bulgarien in einem Qualifikationsspiel für die EM 2013, als sie in der 48. Spielminute zum 8:0 traf. Mit der U20-Nationalmannschaft nahm sie anschließend im August an der Weltmeisterschaft 2012 in Japan teil, wo sie in vier Spielen eingesetzt wurde und beim 4:1 gegen Argentinien ein Tor erzielte. Durch eine 0:4-Niederlage im Viertelfinale gegen Deutschland endete die WM für sie.
Mit der A-Nationalmannschaft nahm sie an der Europameisterschaft 2013 in Schweden teil und erreichte das Finale, das sie 0:1 – erneut gegen Deutschland – verlor.

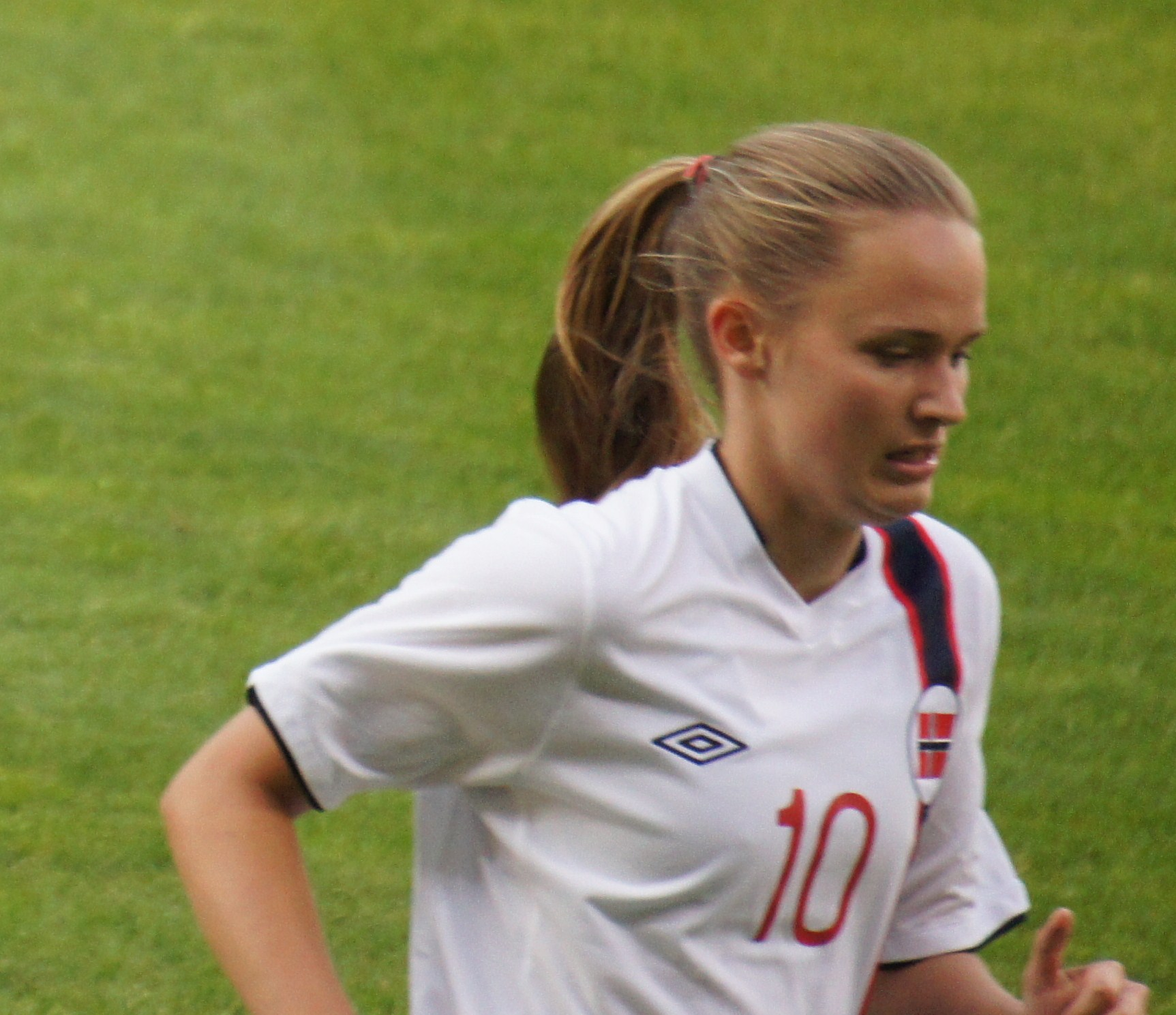
Hansen im Einsatz für die Nationalelf (2013)

Am 26. Oktober 2013 erzielte sie beim 7:0 im WM-Qualifikationsspiel gegen Albanien erstmals drei Tore in einem Länderspiel. Sie kam in neun von zehn Qualifikationsspielen zum Einsatz und war mit acht Toren beste Torschützin. Verletzungsbedingt konnte sie aber nicht an der WM teilnehmen, bei der die Norwegerinnen im Achtelfinale ausschieden. Durch diese Niederlage wurde die direkte Qualifikation für das olympische Fußballturnier 2016 verpasst. Die Norwegerinnen hatten aber noch die Chance sich beim Qualifikationsturnier für die Olympischen Spiele 2016 den letzten europäischen Startplatz zu sichern. Für dieses Turnier wurde sie auch nominiert und in den drei Spielen eingesetzt, wo sie bei der 1:2-Niederlage gegen die Schweiz das Tor für ihre Mannschaft erzielte. Sie konnte sich mit ihrer Mannschaft aber nicht qualifizieren.
Die anschließende Qualifikation für die EM 2017 wurde mit sieben Siegen und einem Remis als Gruppensieger abgeschlossen. Hansen kam aber nur in den beiden letzten Spielen zum Einsatz, in denen sie noch ein Tor erzielte. Beim Algarve-Cup 2017 wurde sie in vier Spielen eingesetzt. Die Norwegerinnen konnten aber nur das Spiel um Platz 11 gegen Gastgeber Portugal gewinnen, was für die Norwegerinnen die schlechteste Platzierung in der Turniergeschichte bedeutete. Bei der EM 2017 bestritt sie drei Spiele, blieb aber ebenso wie ihre Mitspielerinnen ohne Torerfolg, wodurch Norwegen erstmals ohne Tor und als Gruppenletzter ausschied.
Bei der darauf folgenden Qualifikation für die WM 2019 gehörte sie zu den acht Norwegerinnen, die alle acht Qualifikationsspiele mitmachten. Am Ende wurden sie vor Europameister Niederlande Gruppensieger, wozu sie als zweitbeste norwegische Torschützin mit sechs Toren beitrug, davon das Tor per Strafstoß zum 1:0-Sieg über Irland, was letztlich mitentscheidend für die direkte Qualifikation war.
Ihren ersten Turniererfolg hatte sie 2019 mit dem Gewinn des Algarve-Cups. Am 2. Mai wurde sie für die WM 2019 und damit ihre zweite WM nominiert. Bei der WM kam sie in den fünf Spielen der Norwegerinnen zum Einsatz. Im letzten Gruppenspiel gegen Südkorea erzielte sie in der 5. Minute per Strafstoß das erste Tor (Endstand 2:1). Durch eine 0:3-Niederlage gegen England im Viertelfinale schied sie mit ihrer Mannschaft aus und verpasste damit auch das olympische Fußballturnier 2020.
In der Qualifikation für die EM 2022 wurde sie in allen sechs Spielen eingesetzt und war mit zehn Toren zweitbeste Torschützin der Qualifikation. Da die Norwegerinnen nach den sechs Spielen qualifiziert waren, fanden die letzten beiden Spiele, die wegen der COVID-19-Pandemie mehrfach verschoben worden waren und die keinen Einfluss mehr auf die übrige Qualifikation hatten, nicht mehr statt.
In den ersten sechs Spielen der Qualifikation für die WM 2023 war sie aufgrund der Verletzung von Stammkapitänin Maren Mjelde Kapitänin ihrer Mannschaft und erzielte fünf Tore.
Am 7. Juni 2022 wurde sie für die EM-Endrunde nominiert. Sie wurde in den drei Gruppenspielen eingesetzt, die mit einem 4:1-Sieg gegen EM-Neuling Nordirland begannen, wobei sie ein Tor erzielte. Danach mussten sie gegen England mit 0:8 die höchste Niederlage ihrer Länderspielgeschichte hinnehmen. Durch eine 0:1-Niederlage, die erste überhaupt gegen Österreich, verpassten sie als Gruppendritte die K.-o.-Runde.
Danach legte sie aus gesundheitlichen Gründen eine Pause ein. Mit 44 Toren ist sie die beste Torschützin der aktuellen norwegischen Nationalspielerinnen.
Am 19. Juni 2023 wurde sie für die WM-Endrunde nominiert. Im zweiten Gruppenspiel gegen die Schweiz wurde sie zu ihrem 100. Länderspiel eingewechselt, wurde auch in jedem weiteren der vier Spiele ihres Teams eingesetzt und schied mit der Mannschaft im Achtelfinale gegen die Japanerinnen aus.
Am 3. Dezember 2024 erzielte sie beim 3:0-Sieg gegen Nordirland ihr 50. Länderspieltor. Die Norwegerinnen qualifizierten sich mit dem Sieg für die EM-Endrunde 2025.
Am 16. Juni 2025 wurde sie für die Endrunde der EM 2025 nominiert. Sie kam dreimal zum Einsatz und wurde nur im dritten Gruppenspiel nicht eingesetzt als einige Stammspielerinnen geschont wurden, da die Norwegerinnen nach zwei gewonnenen Spielen bereits für das Achtelfinale qualifiziert waren. In diesem schieden sie gegen Italien durch ein Last-Minute-Gegentor aus. Im Gruppenspiel gegen Finnland erzielte sie den 2:1-Siegtreffer und wurde als Spielerin des Spiels ausgezeichnet.

## Erfolge
Nationalmannschaft
- Finalist U19-Europameisterschaft 2011
- Finalist Europameisterschaft 2013
- Algarve-Cup-Sieger 2019

Vereine
- Norwegischer Meister 2010, 2013[17]
- Norwegischer Pokalsieger 2011, 2012, 2013 (ohne Einsatz im Finale 2013)[18]
- Deutscher Meister 2017, 2018, 2019
- Deutscher Pokal-Sieger 2015, 2016, 2017, 2018, 2019
- Spanischer Meister 2020 (mit Barcelona, nach COVID-19-bedingtem Saisonabbruch), 2021, 2022, 2023, 2024
- Champions League-Sieger 2021, 2023[19], 2024
- Spanischer Pokal-Sieger 2020, 2021, 2022, 2024
- Spanischer Superpokal-Sieger 2020, 2022, 2023, 2024, 2025

## Auszeichnungen
- Gullballen: 2019, 2020, 2021, 2023, 2024